# Liste der Monuments historiques in Rumigny (Ardennes)
Die Liste der Monuments historiques in Rumigny führt die Monuments historiques in der französischen Gemeinde Rumigny auf.

## Liste der Immobilien
| Bezeichnung       | Beschreibung           | Standort               | Kennzeichnung | Schutzstatus | Datum | Bild           |
| ----------------- | ---------------------- | ---------------------- | ------------- | ------------ | ----- | -------------- |
| Kirche St-Sulpice | ab dem 15. Jahrhundert | Rue de l’Église (Lage) | PA00078495    | Inscrit      | 1926  | weitere Bilder |

## Liste der Objekte
| Bezeichnung | Beschreibung | Standort                        | Kennzeichnung | Schutzstatus | Datum | Bild           |
| ----------- | --- | ------------------------------- | ------------- | ------------ | ----- | -------------- |
| Taufbecken  | Stein, 12. Jahrhundert | in der Kirche St-Sulpice (Lage) | PM08000452    | Classé       | 1926  | weitere Bilder |
| Kreuz       | Silber, vergoldet, 13. Jahrhundert; aus dem Kloster Bonnefontaine in Blanchefosse-et-Bay; im Départementsarchiv in Charleville-Mézières deponiert | in der Kirche St-Sulpice (Lage) | PM08000453    | Classé       | 1898  |                |
| Glocke      | Bronze, 1744 gegossen; während des Ersten Weltkriegs verschwunden                                                                                 | in der Kirche St-Sulpice (Lage) | PM08000660    | Classé       | 1908  |                |